# Kollwesshöh
Die Kollwesshöh bei Westrup im Kreis Minden-Lübbecke in Nordrhein-Westfalen ist mit 181,4 m ü. NHN vor dem westnordwestlich benachbarten Scharfen Berg die höchste Erhebung des Stemweder Berges, dem kleinsten und nördlichsten Mittelgebirge von Deutschland, und zugleich die höchste Erhebung des Norddeutschen Tieflandes nördlich der Heidbrink.

## Namensursprung
Der Bergname besteht aus zwei Teilen: Kollwess und höh.
Der erste Teil stammt daher, dass die Grundstücke an der Erhebung, auch Bergteile genannt, früher der Familie Kohlwes in Wehdem gehörten. Der zweite Teil ist selbsterklärend. Durch Fehler beim Übertragen aus anderen Karten bzw. die im 19. Jahrhundert noch teilweise variierende Schreibweise des Nachnamens kam man zum Namen Kollwesshöh.

## Geographie

### Lage
Die Kollwesshöh liegt als Teil des im Naturpark Dümmer gelegenen Stemweder Bergs nördlich von Westrup, einem nördlichen Gemeindeteil von Stemwede. Ihr Gipfel gehört zur Gemarkung des nordöstlichen Stemweder Gemeindeteils Wehdem. Man erreicht die Kollwesshöh zum Beispiel über Westrup in Richtung Nordwesten mit dem Scharfen Berg verbindende Waldwege.

### Naturräumliche Zuordnung
Die Kollwesshöh gehört in der naturräumlichen Haupteinheitengruppe Dümmer-Geestniederung (Nr. 58), in der Haupteinheit Rahden-Diepenauer Geest (582) und in der Untereinheit Stemmer Höhen (582.0) zum Naturraum Stemmer Berge (582.00).

## Geschichte
Knapp 1 km nördlich  der Kollwesshöh befindet sich am „Weißen Weg“ ein sehenswertes Hügelgrab aus der Bronzezeit. 